# Sakhalín
|  | Per a altres significats, vegeu «Óblast de Sakhalín». |

Sakhalín (nom rus, en ciríl·lic Сахали́н; en xinès 库页岛 Ku Ye Dao; en japonès 樺太 Karafuto) és una illa allargassada del Pacífic nord, a l'est de Sibèria, pertanyent a la Federació Russa. La capital és Iujno-Sakhalinsk, anomenada Toyohara en japonès.
El nom rus Sakhalín deriva del manxú sahaliyan, que significa 'negre', ja que l'illa es troba a l'altra banda de la desembocadura del riu Amur, anomenat Riu Negre en manxú. El nom propi ainu, Karafuto o Krafto (que significa Terra de la boca de Déu), li va ser tornat a l'illa durant l'ocupació japonesa de la part meridional (1905-1945).
L'illa forma l'óblast de Sakhalín (en rus, Sakhalínskaia Óblast), amb una extensió de 85.359 km² i una població (l'any 2002) de 546.695 habitants, província que inclou també les illes Kurils, a l'est de Sakhalín, entre la península de Kamtxatka i l'illa japonesa de Hokkaido.

## Etimologia
Sakhalin té diversos noms, com ara Karafuto (japonès: 樺太, Karafuto), Kuye (xinès simplificat), Sahaliyan (manxú: ᠰᠠᡥᠠᠯᡳᠶᠠᠨ), Bugata nā (Orok: Бугата на̄), Yh-mif (Nivkh: Ых-миф).
Els manxús l'anomenaven Sahaliyan ula angga hada (illa a la desembocadura del riu Negre)ᠰᠠᡥᠠᠯᡳᠶᠠᠨ
ᡠᠯᠠ ᠠᠩᡤᠠ
ᡥᠠᡩᠠ
 
 . Sahaliyan, la paraula que s'ha manllevat en forma de Sakhalin, significa negre en manxú, ula significa riu i sahaliyan ula (ᠰᠠᡥᠠᠯᡳᠶᠠᠨ
ᡠᠯᠠ
, Riu Negre és el nom manxú propi del riu Amur.
| «             | La dinastia Qing va anomenar Sakhalin 'Kuyedao' ('l'illa dels Ainu') i els indígenes van rendir homenatge a l'Imperi xinès. Tanmateix, no hi havia cap frontera formalitzada al voltant de l'illa. La dinastia Qing va ser un Imperi mundial premodern o que no va posar èmfasi en la demarcació de fronteres a la manera dels moderns Imperis nacionals del segle xix i principis del XX. (Yamamuro 2003: 90–97). | » |
| — T. Nakayama | |   |

L'illa també es deia Kuye Fiyaka. La paraula Kuye utilitzada pels Qing està probablement relacionada amb kuyi, el nom donat als Sakhalin Ainu pels seus veïns Nivkh i Nanai. Quan els ainu van emigrar cap al continent, els xinesos van descriure una forta presència kui (o kuwei, kuwu, kuye, kugi, és a dir, ainu) a la zona dominada d'una altra manera pels gilemi o jilimi (nivkh i altres pobles amur). Els noms relacionats estaven d'ús generalitzat a la regió, per exemple els ainu kuril es deien koushi.

## Història

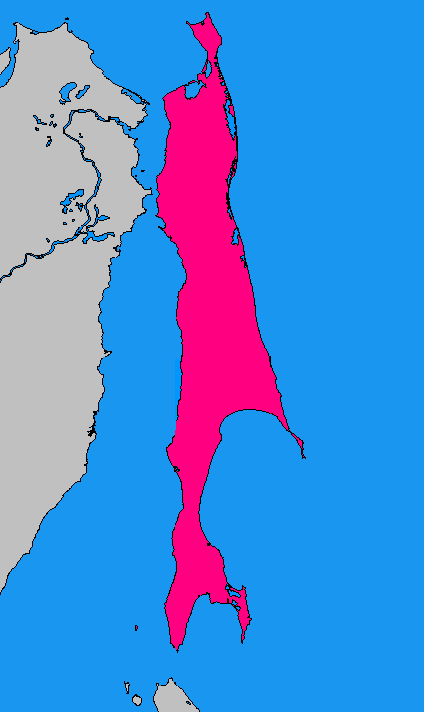
Illa de Sakhalín

Des de mitjan segle xix, l'illa va ésser sota sobirania compartida japonesa (la part meridional) i russa (la part nord). Segons el tractat de Sant Petersburg de 1875, el Japó va cedir la seva part de l'illa a Rússia a canvi de les illes Kurils. Després de la guerra russo-japonesa, els dos estats van signar el tractat de Portsmouth (1905), segons el qual la part meridional de l'illa tornava a ser cedida al Japó. L'agost de 1945 la Unió Soviètica s'apoderava de l'illa sencera, i des de llavors és sota sobirania russa. La situació internacional actual, però, és confusa: tot i que el Japó va renunciar el 1952 a la seva sobirania sobre Sakhalín, tampoc no ha donat la seva aprovació a la sobirania de Rússia.

## Geografia
La part oriental de Sakhalín és separada del continent asiàtic per l'estret de Tatària, que sovint es glaça a l'hivern a la seva part nord, que és la més estreta. També és separada de l'illa japonesa de Hokkaido, que es troba al sud de Sakhalín, per l'estret de La Pérouse. Sakhalín és l'illa més llarga de la Federació Russa, ja que fa 948 km de longitud, i una amplada de 25 a 170 km, amb una extensió de 78.000 km².
Per l'illa transcorren dues serralades que la travessen de nord a sud: la serralada Occidental (que culmina en el mont Itxara, de 1.481 m d'altitud) i l'Oriental (que ho fa en el Lopatin, amb 1.609 m, la muntanya més alta de l'illa). La part nord de l'illa, però, és plana.
Els rius principals són el Tim, de 400 km de longitud, que es troba a la part nord i desemboca a la mar d'Okhotsk. El Poronai és a la part central i desemboca al gran golf de Terpènia o de Shichiro. A l'extrem sud de l'illa, desguassen al golf d'Aniva o Higashifushimi tres petits cursos d'aigua.

## Clima
| Mesos                     | I     | II    | III  | IV  | V   | VI   | VII  | VIII | IX   | X   | XI   | XII  | Any |
| Temperatures mitjanes, ºС | -12,0 | -11,7 | -4,7 | 1,8 | 7,4 | 12,3 | 15,5 | 17,3 | 13,4 | 6,6 | -0,8 | -9,0 | 3,2 |
| Pluja, mm                 | 38    | 58    | 53   | 58  | 71  | 38   | 37   | 104  | 88   | 96  | 77   | 79   | 792 |
| ------------------------- | ----- | ----- | ---- | --- | --- | ---- | ---- | ---- | ---- | --- | ---- | ---- | --- |

Aquestes dades corresponen al sud de l'illa a Iujno Sakhalinsk. Les temperatures gèlides (mitjanes per sota de 0 °C) duren 5 mesos de novembre a març. La primavera, mesos d'abril i maig és freda, ja que les temperatures mitjanes són per damunt de 0 °C però per sota dels 10 °C. L'estiu és temperat, no pas càlid, ja que les temperatures mitjanes són per sota dels 20 °C. Una característica dels climes de l'extrem orient rus és la relativa suavitat del mes de setembre (13,4 °C) motivada per la lentitud en refredar-se de l'oceà Pacífic.

## Població

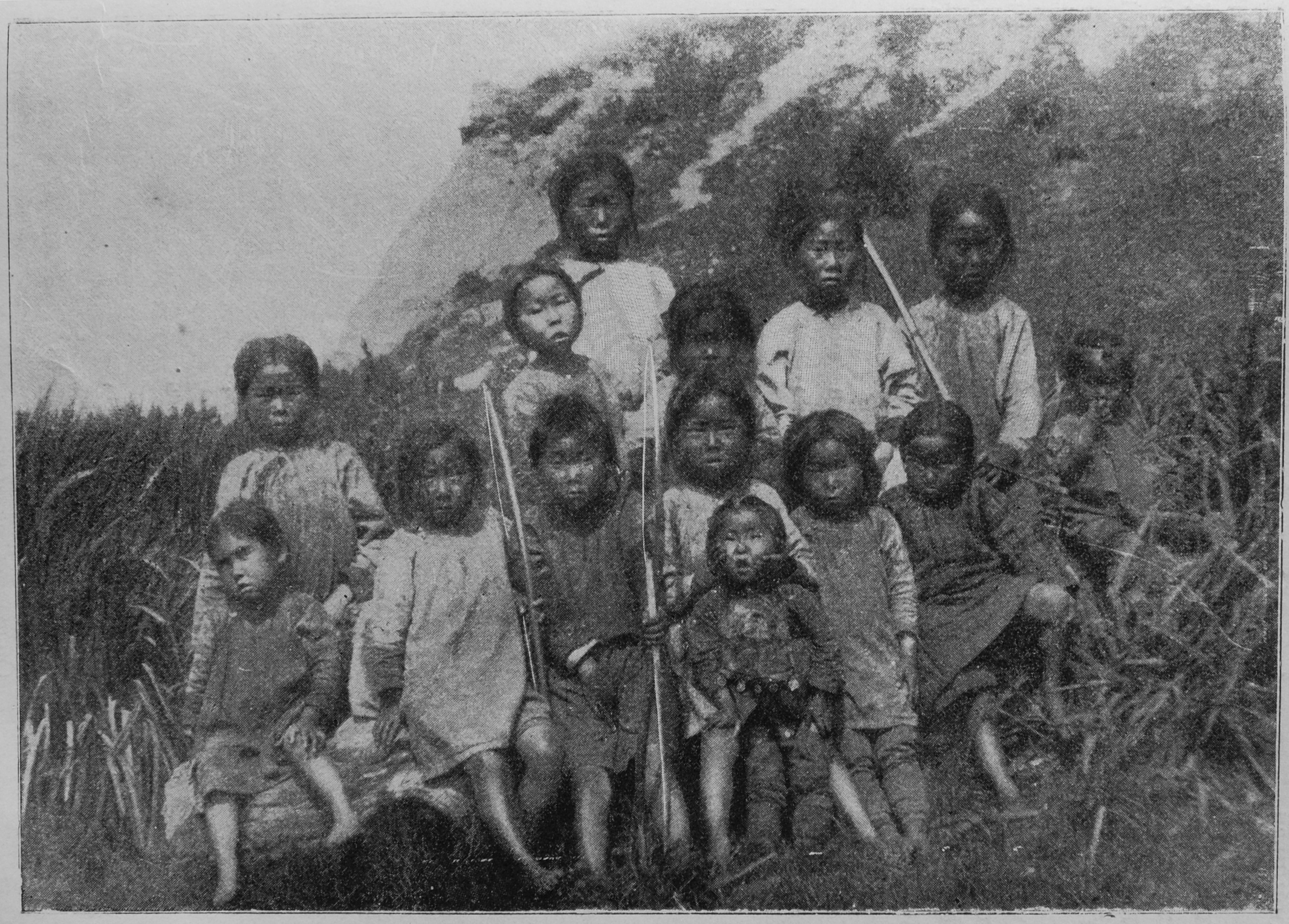
Nens nivkh a Sakhalin c. 1903

Segons el cens de 1897, Sakhalin tenia 28.113 habitants, (uns 22.150 eren reclusos, ja que els russos feien servir l'illa com a colònia penal), dels quals el 56,2% eren russos, el 8,4% ucraïnesos, el 7,0% nivkh, el 5,8% polonesos, el 5,4% tàtars, el 5,1% ainus, el 2,82% uiltes, el 95%, alemanys. Els japonesos, amb els no indígenes que viuen principalment de l'agricultura, o són condemnats o exiliats. La majoria de nivkh, ainu i japonès vivien de la pesca o la caça, mentre que els oroks vivien principalment de la cria de bestiar. Els ainu, els japonesos i els coreans vivien gairebé exclusivament a la part sud de l'illa. Des de 1925, molts polonesos van fugir de la persecució russa soviètica al nord cap a l'aleshores sud japonès.
El 2010, la població de l'illa era de 497.973 habitants, el 83% dels quals eren d'ètnia russa, seguits d'uns 30.000 coreans (5,5%). Les minories més petites eren els ainu, els ucraïnesos, els tàtars, els Iacuts i els evenkis. Els habitants nadius són actualment uns 2.000 nivkhs i 750 uiltes. Els nivkhs del nord es mantenen pescant i caçant. El 2008 hi va haver 6.416 naixements i 7.572 morts.
A la capital, Iujno Sakhalinsk, hi viu una important minoria coreana que o bé van emigrar voluntàriament a l'illa o bé hi van ser duts obligatòriament durant la Segona Guerra Mundial per treballar a les mines de carbó. Els 400.000 japonesos de Sakhalín foren deportats arran de la conquesta soviètica de la part sud de l'illa l'any 1945, al final de la Segona Guerra Mundial.
 La major part de la població viu a la meitat sud de l'illa, centrada principalment al voltant de Iujno-Sakhalinsk i dos ports, Kholmsk i Korsàkov (uns 40.000 habitants cadascun).

## Flora i fauna
La flora és més pobra (per l'efecte de la insularitat i el clima) que la del continent asiàtic adjacent i la de l'illa japonesa de Hokkaido que és al sud. Hi habiten almenys 35 espècies de mamífers. Els més coneguts són l'os, la marta, la llúdriga, el visó europeu, el ren i el cérvol mesquer. També hi ha lleons marins.

## Economia

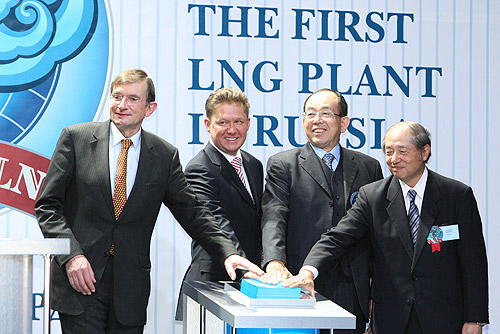
A la cerimònia d'obertura d'una planta de producció de gas natural liquat construïda com a part del projecte Sakhalin-2

Sakhalin és una zona clàssica del sector primari de l'economia, que depèn de les exportacions de petroli i gas, la mineria del carbó, la silvicultura i la pesca. Hi creixen quantitats limitades de sègol, blat, civada, ordi i hortalisses, tot i que la temporada de cultiu és de mitjana menys de 100 dies. Té grans reserves de carbó i hidrocarburs, a més de fusta, or, mercuri i platí.
Arran de la desaparició de la Unió Soviètica, Sakhalín ha experimentat una extensiva explotació petroliera, gasista i minera a càrrec de diverses multinacionals. L'any 2003, l'illa era el segon màxim receptor d'inversions estrangeres a Rússia, sols per darrere de Moscou. Les reserves de petroli i gas natural contenen uns 14.000 milions de barrils (2,2 km 3) de petroli i 2.700 km3 de gas i s'estan desenvolupant sota contractes d'acord de producció compartida en què participen companyies petrolieres internacionals com ExxonMobil i Shell.
El 1996, dos grans consorcis, Sakhalin-I i Sakhalin-II, van signar contractes per explorar petroli i gas a la costa nord-est de l'illa. Es van estimar els dos consorcis gastar 21.000 milions de dòlars en els dos projectes; els costos gairebé s'havien duplicat fins als 37.000 milions de dòlars al setembre de 2006, provocant l'oposició del govern rus. El cost inclourà uns mil milions de dòlars per millorar la infraestructura de l'illa: carreteres, ponts, llocs de gestió de residus, aeroports, ferrocarrils, sistemes de comunicacions i ports. A més, Sakhalin-III-a-VI es troben en diverses etapes primerenques de desenvolupament.
El projecte Sakhalin I, gestionat per Exxon Neftegas, va completar un acord de producció compartida (PSA) entre el consorci Sakhalin I, la Federació Russa i el govern de Sakhalin. Rússia està en procés de construir un oleoducte de 220 km que travessa l'Estret de Tatària des de l'illa de Sakhalin fins a la terminal de De-Kastri a la part continental de Rússia. Des de De-Kastri, el recursos es carregan en camions cisterna per al seu transport als mercats de l'est asiàtic, concretament al Japó, Corea del Sud i la Xina.
Un segon consorci, Sakhalin Energy Investment Company Ltd (Sakhalin Energy), gestiona el projecte Sakhalin II. Ha completat el primer acord de producció compartida (PSA) amb la Federació Russa. Sakhalin Energy construirà dos gasoductes de 800 km que van des del nord-est de l'illa fins a Prigorodnoie a la badia d'Aniva a l'extrem sud. El consorci també construirà, a Prigorodnoie, la primera planta de gas natural liquat (GNL) que es construirà a Rússia. El petroli i el gas també estan destinats als mercats d'Àsia oriental.
Sakhalin II ha estat criticat per grups ecologistes, és a dir, Sakhalin Environment Watch, per abocar material de dragatge a la badia d'Aniva. Aquests grups també estaven preocupats perquè els oleoductes en alta mar interfereixin amb la migració de les balenes fora de l'illa. El consorci el gener de 2006 va desviar el gasoducte per evitar la migració de balenes. Després de duplicar el cost previst, el govern rus va amenaçar amb aturar el projecte per raons mediambientals. Hi ha hagut suggeriments que el govern rus està utilitzant les qüestions mediambientals com a pretext per obtenir una part més gran dels ingressos del projecte i/o forçar la participació de la Gazprom controlada per l'estat. Els sobrecosts (almenys en part a causa de la resposta de Shell a les preocupacions mediambientals) estan reduint la part dels beneficis que flueixen al tresor rus.
L'any 2000, la indústria del petroli i el gas representava el 57,5% de la producció industrial de Sakhalin. Per al 2006 es preveu per representar el 80% de la producció industrial de l'illa. L'economia de Sakhalin està creixent ràpidament gràcies a la seva indústria de petroli i gas.
L'abril de 2007, Gazprom va adquirir una participació del 50% més una a Sakhalin II comprant el 50% de les accions de Shell, Mitsui i Mitsubishi.
El juny de 2021, es va anunciar que Rússia té com a objectiu fer que l'illa de Sakhalin sigui neutral en carboni el 2025.
L'atur és tan sols del 2%. Hi ha el projecte de construir un parell de ponts que unirien l'illa al continent i a Hokkaido.